# Phyllodoce multicirris
Phyllodoce multicirris är en ringmaskart som beskrevs av Grube 1878. Phyllodoce multicirris ingår i släktet Phyllodoce och familjen Phyllodocidae. Inga underarter finns listade i Catalogue of Life.